# Васил Лолов
Васил Атанасов Лолов е български учител и общественик, участник в борбата за българска църковна независимост.

## Биография
Роден е през 1844 г. в с. Медвен, Котленско. От 1869 до 1871 г. е учител в Карнобат и в с. Медвен, дописник е на вестник „Македония“. След 1878 г. е административен служител. Умира през 1924 г. в Казанлък.
Негов син е журналистът Методий Лолов.
Личният му архив се съхранява във фонд 1134К в Централен държавен архив. Той се състои от 12 архивни единици от периода 1878 – 1923 г.